# Ľudovít Pezlár
Ľudovít Pezlár (30. března 1929 Bratislava – 5. ledna 1994 Bratislava) byl slovenský a československý politik Komunistické strany Slovenska (respektive KSČ), za normalizace vlivný ideologický tajemník ÚV KSS a poslanec Slovenské národní rady.

## Biografie
Vystudoval Univerzitu Karlovu. Pracoval jako pedagog na Střední škole ekonomické v Trnavě, pak na Vysoké škole pedagogické v Bratislavě a později na Univerzitě Komenského, kde byl v roce 1979 jmenován profesorem.
Jeho politická kariéra vyvrchlila za normalizace. V prvních letech po invazi vojsk Varšavské smlouvy do Československa se coby ideologický tajemník ÚV KSS významně podílel na čistkách v oblasti kultury a vědy na Slovensku. V květnu 1972 vedl delegaci ÚV KSS na 2. sjezdu Svazu slovenských spisovatelů, kde bilancoval průběh konsolidace v literatuře. Historik Dušan Kováč ho považuje za jednu z hlavních postav normalizační cenzurní praxe například i v historické vědě. Podílel se rovněž na potlačování náboženského života. Na zasedání ÚV KSS v dubnu 1980 prohlásil: „V plánoch imperialistických síl je politický klerikalizmus dôležitým nástrojom proti jednote nášho ľudu. Hovoria o náboženskej slobode, ale ide im o utvorenie protisocialistickej opozície s kontrarevolučnými zámermi.“ V hodnocení 70. a 80. let v slovenské kulturní politice bývá někdy dogmatik Pezlár řazen do protikladu k jeho stranickému kolegovi Miroslavu Válkovi, který měl být shovívavější. Literární kritik Valér Mikula to ovšem označuje jen za mýtus.
V období let 1969–1989 se Pezlár uvádí jako účastník zasedání Ústředního výboru KSS. Od roku 1969 byl členem ÚV KSS a Předsednictva ÚV KSS. Zároveň působil i jako tajemník a člen Sekretariátu ÚV KSS a od roku 1971 předsedal ideologické komisi ÚV KSS. XVI. sjezd KSČ v roce 1981 ho zvolil za člena Ústředního výboru Komunistické strany Československa. Ve funkci ho potvrdil XVII. sjezd KSČ.
Od roku 1971 zasedal jako poslanec Slovenské národní rady. Byl sem opakovaně volen. Zvolen byl i ve volbách v roce 1981.
V roce 1973 mu byl udělen Řád práce a roku 1979 Řád Vítězného února.
Od roku 1989 do počátku 90. let působil na postu velvyslance Československa v Dánsku.